# Krzysztof Truszczyński
Krzysztof Truszczyński (ur. 25 lipca 1956 w Lidzbarku Warmińskim, zm. 11 listopada 2020) – polski piłkarz grający na pozycji pomocnika.
Był wychowankiem Górnika Wałbrzych, w barwach którego w latach 1983–1987 rozegrał w najwyższej klasie rozgrywek (ówczesna I liga) 110 spotkań i strzelił 10 goli. W trakcie kariery piłkarskiej występował również w barwach Stoczniowca Gdańsk.